# Delirium (banda)
Delirium es uno de los pilares en la escena rock hondureña, una voz que le habla a los roqueros centroamericanos y especialmente a los hondureños.
Desde el centroamericano país de Honduras, surge una propuesta única a nivel musical. Este es el rock del tercer mundo, un estilo musical que el grupo Delirium comprende en una amplia gama de subgéneros y en su repertorio musical; temas lentos y meditativos, vertiginosos y violentos; muchos de estos temas, se encuentran en algún lugar en el medio y otros son sencillamente ajenos a la corriente común del rock internacional. Sin embargo, Delirium se caracteriza por una sección rítmica inventiva, riffs de guitarras poderosos, líneas melódicas armonizadas, solos melódicas y fulminantes y cantadas potentes y versátiles. Un aspecto particular de Delirium es la filosofía implícita en el contenido de su letra, verdadera poesía urbana que trasciende las posturas prefabricadas y transmite el sentimiento humano primordial. Los temas pueden abordar desde una visión inquietante de la sociedad tercermundista, hasta viajes profundos al interior del yo.

## Historia

### Inicios
Delirium nace en el año de 1990 cuando un grupo de colegiales sin mayores luces, da vida al proyecto que creció hasta convertirse en el pilar emblemático de la escena rock de Honduras; hasta hoy, la banda se ha mantenido activa desde entonces en el circuito hondureño, organizando sus propios conciertos en las principales ciudades del país. También ha participado en festivales centroamericanos importantes. Delirium, ha compartido escenario con leyendas del rock como: Paul Di’Anno (exvocal de Iron Maiden), Barón Rojo (España), Ángeles del Infierno (España), Luzbel (México), Mago de Oz (España), entre otros.

### Delirium
Delirium fue la primera grabación de la banda para un trabajo discográfico. Originalmente este trabajo, salió solamente en formato de casete y luego fue pasado a disco compacto incluyendo los temas: El Elegido y Cruz Blanca, estos últimos grabados en 1993 con Diego Navas en vocales.
De los temas insignia de este trabajo están: 
- Resistol que trata la problemática de los niños de la calle que inhalan el pegamento para olvidarse de sus problemas y del hambre.
- Hermanos en el Dolor[Nota 1] que es una canción de humanidad y acercamiento que tiene que existir entre los seres humanos, especialmente con los que menos tienen.
- Psicópata que habla sobre la vida de un personaje que fue perjudicado psicológicamente por la guerra y que nunca volvió a ser el mismo después de ver los horrores de la muerte y la destrucción. Escrito por Diego Navas.
- Otros de los temas que son muy populares en este disco son: Años de Cizaña, Espejos, Desde la Oscuridad, El Elegido y Cruz Blanca. Estos dos temas escrito por Diego Navas y con los arreglos de Delirium grabado en 1993 en los mismos estudios de GGP. En general este disco habla sobre muchos temas y problemáticas sociales.[3]

### Xibalbá
Xibalbá es el nombre del segundo trabajo discográfico, nombre que viene de las antiguas leyendas del Maya-Quiché (Popul Vuh), que quiere decir fantasma, aparición, demonio o región subterránea donde habitan los enemigos del hombre. Esta leyenda trata sobre la lucha de dos hermanos que vencen a los Señores de Xibalbá (demonios). La propuesta de Delirium en este disco viene a ser la lucha constante que tenemos que librar los humanos con nuestros propios demonios interiores. Demonios que enfrentamos diariamente como ser la violencia, envidia, temores, y demás, los cuales tenemos que enfrentar y vencer; la lucha constante entre el bien y el mal.

### Abismo
Dos de los temas más antiguos o porque no decir los primeros temas originales de la banda se incluyen en este material, como ser Burocracia y la instrumental Delirio. Dentro de los temas favoritos de la banda se encuentra la canción “Metempsicosis”, que es un poema de Juan Ramón Molina al cual la banda le puso música y que habla sobre la transgresión del alma o la reencarnación. El tema principal del disco, “Abismo” habla sobre el abismo en el que la sociedad ha caído, pero dentro de esa oscuridad siempre tenemos que llenarnos de esperanza y fuerza para ser mejores seres humanos.
Este disco fue el primero que un grupo Hondureño sacó con sección multimedia que incluyó video, animación, letras, fotografías y acceso a internet.
Marcando un hito en la industria musical hondureña, al introducir nuevas tecnologías y formatos que enriquecieron la experiencia del oyente. Al incluir multimedia, el grupo no solo ofreció música, sino también contenido visual e interactivo, lo que les permitió conectar de manera más profunda con su audiencia y destacarse en un mercado competitivo. Además, este avance reflejó un compromiso con la innovación y posicionó al grupo como pionero en el uso de herramientas digitales dentro del ámbito musical en Honduras.

### En Vivo
Este material es un disco doble y grabado en directo durante la gira del disco Abismo en el año 2002. Este CD muestra lo heavy que es Delirium en concierto y se acredita ser el primer disco nacional grabado totalmente en vivo y en concierto. Este trabajo fue muy bien criticado por varias páginas de metal en Europa en donde en conclusión dicen que la banda convence con canciones de gran calidad, canciones muy bien estructuradas, con un gran sonido y ejecución en vivo y que están a la altura de bandas ya reconocidas a nivel mundial. Este es un gran halago para la banda que fue recibido con humildad y optimismo de seguir adelante en la lucha de hacer música.

### Los Signos del Fauno
Este es un disco que tardó mucho, ya que en medio de la preproducción del mismo se tuvo que dejar ir a dos grandes amigos y compañeros de banda, Javier Morales (Chino) y Rolando López. Estos dos amigos de la banda escribieron grandes páginas en la historia de la banda con sus letras y melodías de guitarra y en este disco no fue la excepción. Con el Chino se grabó el primer disco de la banda y es alguien muy querido por la comunidad, el escribió la letra de Más Allá, además el escribió parte de la letra de Espejismos junto a Fernando. Con Rolando se grabaron todos los discos anteriores, es responsable de muchos de las melodías y riffs de guitarra clásicos de la banda y en este nuevo disco aportó importantes ideas principales y riffs de guitarra en las canciones Espejismos, Profecías, Más Allá y El Despertar de Lupercus.

### Errante
Quinto disco de estudio grabado durante el año 2011 en los estudios de grabación de Delirium Records. La grabación estuvo a cargo de Fernando Lezama y Tino Martínez, junto con la mezcla, y en la masterización y apoyo estuvo el gran y talentoso compañero de muchos años Rafael David. La grabación en si no tardó mucho en hacerse, ya que se había hecho una preproducción el año anterior y ya había una idea muy clara de cómo tenían que ser los temas; lo que sí tomó tiempo fue la pre y posproducción, en donde se invirtió la mayoría del tiempo para lograr la mejor producción y sonido en la carrera de la banda.

### Tiempo, límites y espacio
Este fue un proyecto que comenzó como una maqueta para una presentación en vivo y en formato acústico. La banda comenzó a elegir cuales serían los temas para este proyecto y querían tomarlos de toda su discografía, continuaron reuniéndose para tocar los temas. Algunas canciones definitivamente eran apropiadas para el formato acústico, pero otras se tuvieron que reinventar para lograr una esencia más íntima. Luego, durante la grabación de los demos para el proyecto, notaron interesante como los temas cobraban otra dimensión y sonaban a su agrado. Fue hasta ese entonces que se tomó la decisión de plasmar estos temas para un disco.

## Miembros

### Miembros actuales
- Fernando Lezama: guitarra y (1990—presente).
- Tino Martínez: batería (1990—presente).
- Juanse Laínez: bajo (1999—presente).
- Joe Casto: guitarra (2008—presente).
- Elias Espinal: voz (2011—presente).

## Discografía

### Álbumes de estudio
- Sobre las Llamas (2018)
- Tiempo, Límites y Espacio (2014)
- Errante (2011)
- Los Signos del Fauno (2008)
- Abismo (2001)
- Xibalbá (1999)
- Delirium (1995)

### Álbumes en directo
- En Vivo (2002)